# Harald Wolf

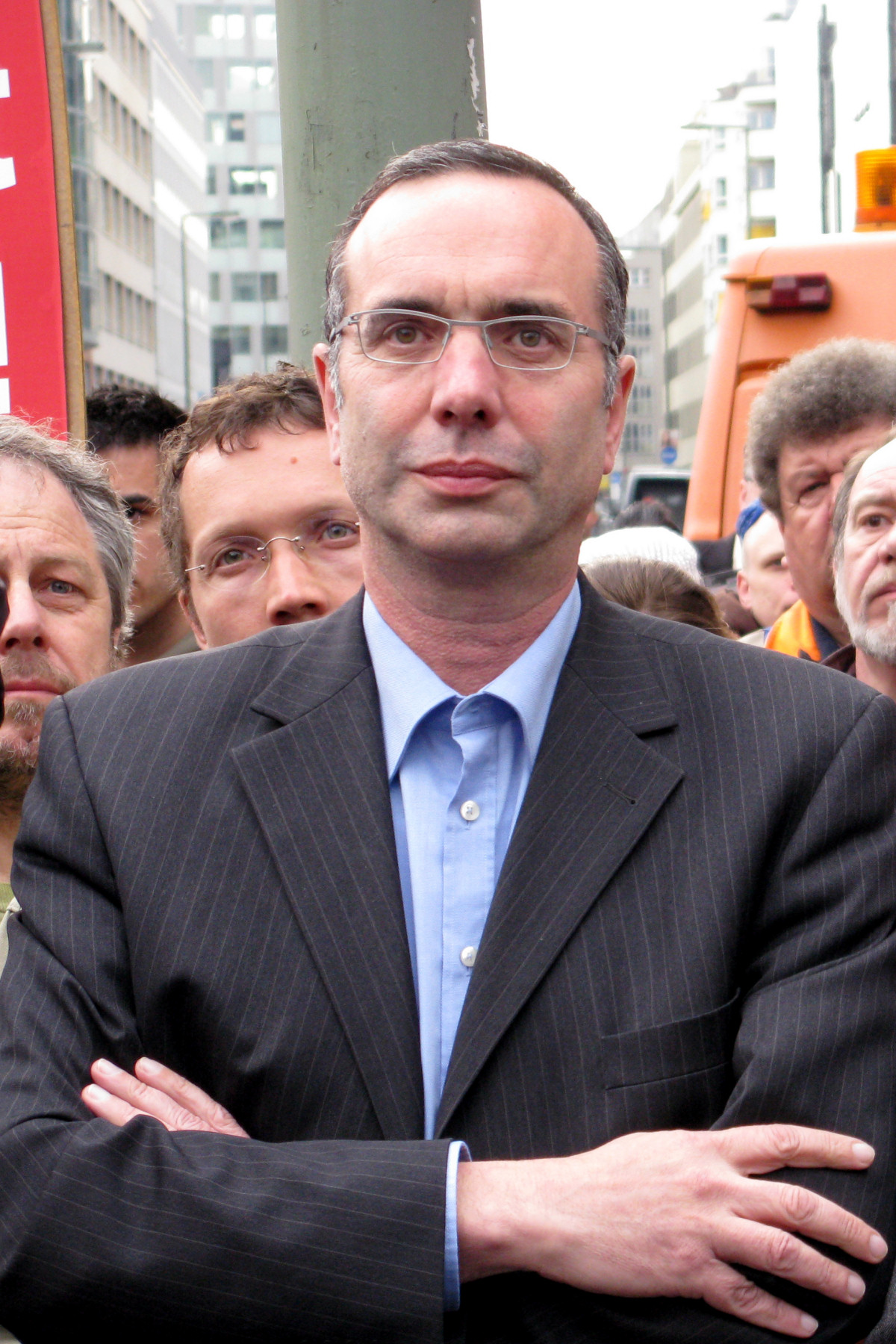
Harald Wolf (2008)

Harald Wolf (* 25. August 1956 in Offenbach am Main) ist ein deutscher Politiker (Die Linke). Der Politologe war von 2002 bis 2011 Bürgermeister von Berlin (d. h. einer der beiden Stellvertreter des Regierenden Bürgermeisters) und Senator für Wirtschaft, Technologie und Frauen. Seit November 2017 war er kommissarischer Bundesgeschäftsführer der Partei Die Linke bis zu dem Wahlparteitag im Juni 2018. Er wurde dazu vom Bundesvorstand nach dem Rücktritt von Matthias Höhn ernannt. Von 2018 bis 2024 war er Bundesschatzmeister seiner Partei.

## Leben

### Jugend und Beruf
1975 machte er das Abitur an der Hohen Landesschule in Hanau. Von 1975 bis 1977 studierte er Philosophie und Sozialwissenschaften an der Ruhr-Universität Bochum, von 1977 bis 1981 an der Freien Universität Berlin, schloss als Diplom-Politologe ab. Wolf war Mitglied der Gruppe Internationale Marxisten (GIM), der damaligen deutschen Sektion der Vierten Internationale. Er arbeitete zunächst als Schreibkraft in Berliner Unternehmen, 1983 wurde er wissenschaftlicher Angestellter am Hamburger Institut für Sozialforschung, arbeitete seit 1988 als freier Journalist.

### Parteipolitiker
Er gehörte 1978 zum Kreis um die trotzkistische Zeitschrift Commune! Revue des revolutionären Marxismus, beteiligte sich an der Gründung des Parteiprojekts Demokratische Sozialisten und gehörte deren erstem Bundesvorstand vom 28. November 1982 bis 14. Januar 1984 an. 1986 wurde er Mitglied der Alternativen Liste (AL). 1987 und 1988 war er Mitglied des Bundeshauptausschusses der Grünen, von 1988 bis 1990 gehörte er dem geschäftsführenden Ausschuss der AL an. In dieser Funktion gehörte er der Verhandlungskommison zur Bildung der rot-grünen Koalition aus SPD und AL im Jahr 1989 an. Im September 1990 verließ er die Partei und engagierte sich fortan für die PDS. Im Jahr 1999 trat er der Partei bei. Heute ist Harald Wolf Mitglied der Partei Die Linke, sein Wahlbezirk ist Berlin-Lichtenberg. Seit Mai 2014 gehört er dem Parteivorstand der Partei Die Linke an. Seit Dezember 2016 ist er außerdem Mitglied des Landesvorstandes des Landesverbandes von DIE LINKE Berlin. Nach dem Rücktritt des Bundesgeschäftsführers der Linken Matthias Höhn im November 2017 wurde Wolf vom Vorstand als neuer Bundesgeschäftsführer berufen. Im Juni 2018 wurde er zum Bundesschatzmeister der Linken gewählt. Beim Parteitag im Februar 2021 wurde er in seinem Amt bestätigt. Er amtierte bis 2024.

### Abgeordneter und Bürgermeister
1988 war er Bezirksverordneter im damaligen Bezirk Kreuzberg. 1991 wurde er in das Abgeordnetenhaus von Berlin gewählt. Von 1995 bis 2002 war er PDS-Fraktionsvorsitzender.
Am 29. August 2002 trat er die Nachfolge von Gregor Gysi als Bürgermeister von Berlin und Senator für Wirtschaft, Arbeit und Frauen an. Zum 31. Dezember 2002 war er aus dem Abgeordnetenhaus ausgeschieden, um der parteiinternen Forderung nach der Trennung von Senatorenposten und Abgeordnetenmandat nachzukommen. Wolf wurde als Spitzenkandidat der Berliner Linken im September 2006 wieder ins Abgeordnetenhaus (16. Wahlperiode) gewählt, gab sein Mandat aber wiederum ab, da er im neuen Senat wieder das Amt des Senators für Wirtschaft, Technologie und Frauen und eines Bürgermeisters einnahm.
Für die Berlinwahl am 18. September 2011 trat Wolf erneut als Spitzenkandidat seiner Partei an. Nachdem die Linke auf 11,7 Prozent der Stimmen und die SPD auf 28,3 Prozent kam, reichte es nicht mehr für eine Neuauflage der Rot-Roten Koalition, so dass die SPD sich entschied, eine Koalition mit der CDU als Juniorpartner der SPD einzugehen. Wolf schied mit der Wiederwahl von Klaus Wowereit als Regierender Bürgermeister am 24. November 2011 aus seinen Ämtern.
Sein Mandat im Abgeordnetenhaus nahm Wolf an. Wolf ist verkehrs- und energiepolitischer Sprecher seiner Fraktion. Ein Schwerpunkt seiner Arbeit ist die Rekommunalisierung der Energieversorgung. So unterstützte er den nur knapp gescheiterten Volksentscheid für den Aufbau eines Stadtwerks und den Rückkauf des Stromnetzes durch das Land Berlin. Er ist einer der Initiatoren der im Jahr 2014 eingesetzten Enquetekommission des Abgeordnetenhauses „Neue Energie für Berlin“. Bei den Wahlen zum Abgeordnetenhaus im September 2016 gewann er zum  dritten Mal hintereinander seinen Wahlkreis in Lichtenberg. Wolf war Mitglied der Verhandlungskommission für eine Koalition aus SPD, LINKEN und Grünen. Er ist Sprecher für Energiewirtschaft, Beteiligungen und Verkehr und ist Mitglied im Ausschuss für Wirtschaft und Verkehr, dem für Finanzen zuständigen Hauptausschuss und dem Unterausschuss Beteiligungsmanagement und -controlling.
Wolf ist außerdem seit November 2015 Mitglied im Vorstand der deutschen Sektion von Eurosolar, der europäischen Vereinigung für erneuerbare Energien und Mitglied des Präsidiums des Arbeitersamariterbundes (ASB), Landesverband Berlin.
2016 veröffentlichte er das Buch Rot-Rot in Berlin. 2002 bis 2011: eine (selbst-)kritische Bilanz, erschienen im VSA-Verlag. 2016 veröffentlichte er zusammen mit Klaus Busch, Axel Troost, Gesine Schwan, Frank Bsirske, Joachim Bischoff und Mechthild Schrooten eine „Streitschrift für eine andere EU“ unter dem Titel „Europa geht auch solidarisch“, ebenfalls erschienen im VSA-Verlag. Die Streitschrift wendet sich gegen linke und rechte Kritiker der EU, die eine Lösung der krisenhaften Entwicklung in Europa in einer Rückkehr zum Nationalstaat bzw. in der Auflösung bzw. Rückbau des Euros sieht. Stattdessen fordern die Autoren eine alternative Wirtschaftspolitik, eine Ausgleichsunion, eine gemeinsame Schuldenpolitik, eine europäische Sozialunion und eine demokratisch gewählte und kontrollierte Europäische Wirtschaftsregierung. 2020 veröffentlichte er das im VSA-Verlag erschienene Buch „(Nicht-)Regieren ist auch keine Lösung“. Es beschäftigt sich mit den reichhaltigen Diskussionen und Erfahrungen der linken und der Arbeiterbewegung mit Regierungsbeteiligungen und versucht Schlussfolgerungen für eine linke Position zu Regierungsbeteiligungen zu formulieren, die sich nicht in der Verwaltung des Bestehenden erschöpft.
Anfang Februar 2020 legte Wolf sein Mandat im Berliner Abgeordnetenhaus nieder. Er gab bekannt, nach Hamburg zu ziehen, nähere Gründe dafür nannte er nicht. Für ihn rückte Franziska Leschewitz nach.

### Familie
Harald Wolf lebt mit seiner Ehefrau Claudia Falk seit Februar 2020 in Hamburg, zuvor lebte er in Berlin-Friedrichshain. Sein Bruder Udo Wolf war von Oktober 2009 bis 2020 Fraktionsvorsitzender der Linken im Berliner Abgeordnetenhaus.

## Schriften (Auswahl)
- „Marxismus, Produktivkraftentwicklung und Befreiung der Arbeit. Zur ökologischen Marxismuskritik“, in: die Internationale Nr. 19, isp-Verlag Frankfurt 1983
- „Die deutsche Linke im Bermudadreieck zwischen Grünen, Bürgerbewegungen und PDS“, in: Axel Lochner (Hrsg.), Linke Politik in Deutschland. Beiträge aus DDR und BRD, Galgenberg-Verlag, Hamburg 1990, ISBN 3-925387-75-7
- „Zur Kritik der Metropolenpolitik des Berliner Senats“,in: Albert Scharenberg (Hrsg.), „Berlin: Global City oder Konkursmasse“, Karl Dietz Verlag, Berlin 2000
- Benjamin-Immanuel Hoff, Harald Wolf (Hrsg.), „Berlin – Innovationen für den Sanierungsfall“,  VS Verlag für Sozialwissenschaften, Wiesbaden 2005, ISBN 3-531-14485-5
- "Zähes Ringen um den Rückkauf der Berliner Wasserbetriebe", in: Claus Matecki, Thorsten Schulten (Hrsg.), * "Zurück zur öffentlichen Hand? Chancen und Erfahrungen der Rekommunalisierung, VSA-Verlag, Hamburg 2013, ISBN 978-3-89965-535-3
- „Der Staat ist kein Fahrrad. Problematiken linker Regierungsbeteiligung“, in: Luxemburg.Gesellschaftsanalyse und linke Praxis,  1/2014, ISSN 1869-0424
- Rot-Rot in Berlin. 2002 bis 2011: eine (selbst-)kritische Bilanz, VSA Verlag, Hamburg 2016, ISBN 978-3-89965-671-8.
- Klaus Busch/Axel Troost/Gesine Schwan, Frank Bsirske, Joachim Bischoff, Mechthild Schroten, Harald Wolf, „Europa geht auch solidarisch! Streitschrift für eine andere Europäische Union“, VSA Verlag, Hamburg 2016, ISBN 978-3-89965-745-6
- (Nicht)Regieren ist auch keine Lösung. Chancen, Risiken und Nebenwirkungen, wenn Linke sich beteiligen, VSA Verlag, Hamburg 2021, ISBN 978-3-96488-095-6.